# Gribovskij G-11
Gribovskij G-11 byl sovětský výsadkový a transportní kluzák z druhé světové války. Jeho vývoj byl poměrně rychlý. Konstrukční kancelář V. Gribovského byla pověřena vývojem kluzáku 7. července roku 1941, přičemž byl dán šibeniční termín 2 měsíců na zhotovení prvního prototypu. Ten vzlétl s označením G-29 již 1. září téhož roku. První sériově vyráběné exempláře byly dodávány k sovětským vojenským jednotkám do konce roku, přičemž jejich označení se změnilo jako G-11. Výroba pokračovala po celou dobu války a skončila až roku 1948. Celkem bylo vyrobeno cca 500 - 600 kluzáků.
Kluzáky byly vlečeny sovětskými bombardéry, a to zejména Tupolev SB-2 a Iljušin Il-4. Větroně byly používány k zásobování jednotek v obklíčení, k zásobování partyzánů, k transportu raněných, k výsadkovým sabotážním akcím apod. Díky své lehké dřevěné konstrukci, která byla materiálově nenáročná, byl používán velmi často jako „letadlo na jedno použití“.

## Specifikace

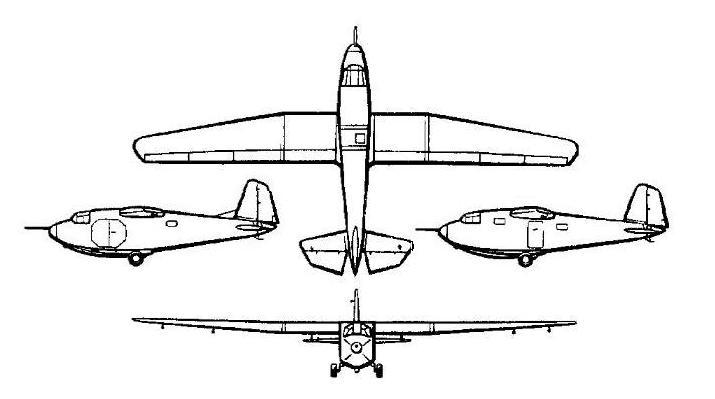
Třípohledový nákres

### Technické údaje
- Osádka: 1
- Kapacita: 11 osob nebo náklad o hmotnosti 1 200 kg
- Rozpětí: 18 m
- Délka: 10,84 m
- Nosná plocha: 30 m²
- Hmotnost prázdného stroje: 960 kg
- Vzletová hmotnost: 1 660 kg

### Výkony
- Maximální rychlost: 220 km/h